# UTC−01:00

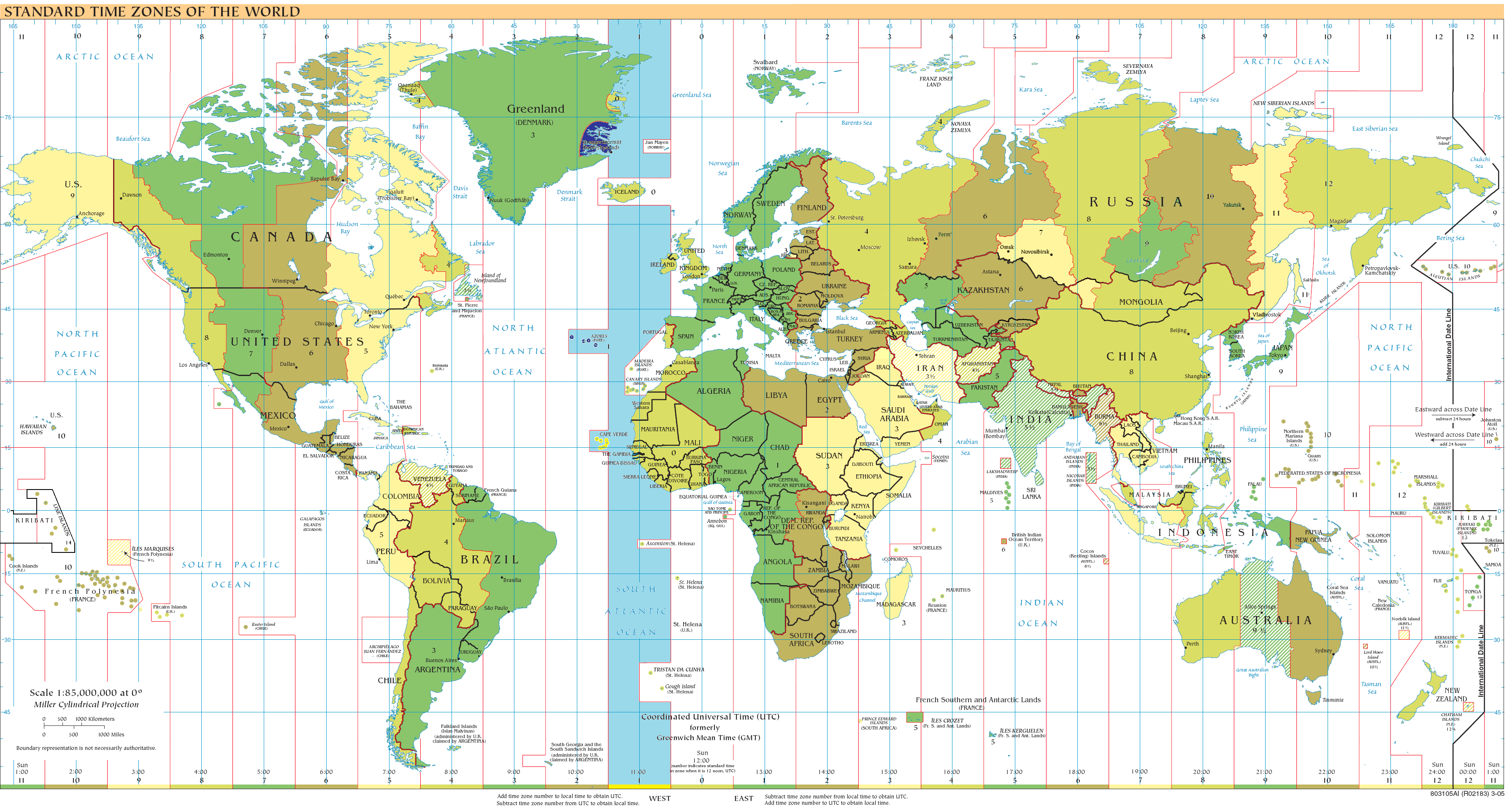
UTC–1-hez tartozó területek:

Az UTC–01:00 egy időeltolódás, amely egy órával van hátrább az egyezményes koordinált világidőnél (UTC).

## Alap időzónaként használó területek (az északi félteke telein)

### Észak-Amerika
- Dánia
  -  Grönland (Dánia külbirtoka)
    - Kelet-Grönland (Ittoqqortoormiit és a közeli területek - az Európai Unióval együtt állnak át a nyári időszámításra)

### Atlanti-óceán
- Portugália
  - Azori-szigetek (Portugália külbirtoka)

## Alap időzónaként használó területek (egész évben)

### Afrika
- Zöld-foki Köztársaság

## Időzóna ebben az időeltolódásban
| Időzóna neve angolul  | Időzóna neve magyarul              | Időzóna rövidítése |
| --------------------- | ---------------------------------- | ------------------ |
| Cape Verde Time       | Zöld-foki köztársasági idő         | CVT                |
| Azores Time           | Azori idő Azori-szigeteki téli idő | AZOT               |
| East Greenland Time   | Kelet-grönlandi téli idő           | EGT                |
| November Time Zone[a] | -                                  | N                  |

## Fordítás
- Ez a szócikk részben vagy egészben  az   UTC−01:00 című angol Wikipédia-szócikk ezen változatának fordításán alapul.  Az eredeti cikk szerkesztőit annak laptörténete sorolja fel. Ez a jelzés csupán a megfogalmazás eredetét és a szerzői jogokat jelzi, nem szolgál a cikkben szereplő információk forrásmegjelöléseként.